# Элинсон, Наум Осипович
Наум Осипович Элинсон (1888 — 1943) — советский военный дирижёр, полковник, заместитель инспектора военных оркестров Наркомата обороны СССР (1932–1938), первый начальник военного факультета при Московской государственной консерватории имени П. И. Чайковского (1936–1938). Один из организаторов системы военно-музыкального образования в СССР.

## Биография
Родился в 1888 году. С 1911 года был членом РСДРП.
С начала 1930-х годов — на ответственной работе в структуре Наркомата обороны. В 1932–1938 годах занимал должность заместителя инспектора военных оркестров СССР. Участвовал в формировании новой системы подготовки военных музыкантов и дирижёров.
В 1936 году, после создания при Московской консерватории военного факультета для подготовки капельмейстеров, был назначен его первым начальником. Факультет начал работу 8 февраля 1936 года и стал первым специализированным учреждением в СССР по подготовке военных дирижёров.
С 1938 года Элинсон возглавлял отдел Центрального государственного архива Красной Армии.
Скончался в 24 ноября 1943 году от лейкемии. Похоронен в Некрополе Новодевичьего монастыря в Москве.

## Семья
Отец режиссёра Петра Наумовича Фоменко (1932–2012), народного артиста России. С матерью Петра, Александрой Петровной Фоменко, в браке не состоял. По словам самого Петра, он видел отца всего несколько раз в жизни.

## Память
Имя Элинсона связано с основанием системы военно-музыкального образования в СССР. Созданный им факультет в последующие годы был преобразован в Институт военных дирижёров.